# Rivière Carignan
Pour les articles homonymes, voir Carignan.
La rivière Carignan est un affluent de la rivière Péribonka Est, coulant dans la province de Québec, au Canada. Ce cours d’eau traverse les régions administratives de :
- Nord-du-Québec : municipalité de Eeyou Istchee Baie-James ;
- Saguenay–Lac-Saint-Jean : dans la partie nord de la municipalité régionale de comté (MRC) du Fjord-du-Saguenay, dans le territoire non organisé de Mont-Valin[2],[3],[4].

La foresterie constitue la principale activité économique du secteur ; les activités récréotouristiques sont accessoires considérant l’éloignement géographique et le manque de routes d’accès.
La surface de la rivière Carignan est habituellement gelée de la fin novembre au début avril, toutefois la circulation sécuritaire sur la glace se fait généralement de la mi-décembre à la fin mars.

## Géographie
Les principaux bassins versants voisins de la rivière Carignan sont :
- côté nord : rivière Péribonka Est, lac Pluto, lac Pollet, lac Fromont ;
- côté est : lac aux Deux Décharges, lac du Cran Cassé, rivière du Cran Cassé, rivière Savane ;
- côté sud : rivière Épervanche, lac Courtois, rivière Courtois, rivière Savane ;
- côté ouest : rivière Péribonka Est, rivière Péribonka, lac Indicateur, rivière Témiscamie, rivière Témiscamie Est[2].

La rivière Carignan prend sa source à l’embouchure d’un lac non identifié (longueur : 0,4 km ; altitude : 831 m) dans la municipalité de Eeyou Istchee Baie-James. L’embouchure de ce lac est située à :
- 5,2 km au sud-est de la rivière Péribonka Est ;
- 3,0 km au sud de la source de la rivière aux Outardes ;
- 38,4 km à l'est du lac Pluto ;
- 25,0 km au nord-est de l’embouchure de la rivière Carignan ;
- 37,3 km au nord-ouest du lac Plétipi ;
- 53,3 km au nord-est de l’embouchure de la rivière Péribonka Est (confluence avec la rivière Péribonka) ;
- 122,3 km au nord-ouest du cours de la réservoir Manicouagan[2],[5].

À partir de sa source, la rivière Carignan coule sur 34,6 km sur un dénivelé de 182 m entièrement en zone forestière, selon les segments suivants :
- 8,6 km vers le sud-ouest en zigzaguant d’un petit lac à l’autre, jusqu’à la décharge (venant de l’est) d’un ensemble de lacs ;
- 10,0 km vers le sud-ouest en traversant deux lacs, jusqu’à la décharge (venant du nord-est) d’un ensemble de lacs ;
- 7,0 km vers le sud en recueillant une décharge (venant de l'ouest) et un ruisseau (venant de l’est), jusqu’à la décharge (venant du nord) de deux lacs non identifiés ;
- 1,3 km vers le sud, jusqu’à la décharge (venant de l’est) d’un lac non identifié ;
- 7,7 km vers le sud-ouest, jusqu’à son embouchure[2].

La rivière Carignan se déverse sur la rive est de la rivière Carignan. Cette embouchure est située :
- 9,8 km à l'ouest du cours de la rivière Savane ;
- 12,4 km à l'est du cours de la rivière Péribonka ;
- 17,5 à l'ouest du lac aux Deux Décharges ;
- 28,5 km au nord-est de l’embouchure de la rivière Péribonka Est ;
- 40,6 km à l'ouest d’une baie du Nord-Ouest du lac Plétipi ;
- 115,4 km au nord-ouest du lac Manouane ;
- 31,3 km au sud-est du lac Pluto ;
- 147,5 km au nord de l’embouchure du lac Onistagane lequel est traversé par la rivière Péribonka ;
- 236,3 km au nord-ouest de l’embouchure du lac Péribonka ;
- 372 km au nord de l’embouchure de la rivière Péribonka (confluence avec le lac Saint-Jean)[2].

À partir de l’embouchure de la rivière Carignan, le courant descend le cours de la rivière Péribonka Est sur 21,5 km vers le sud-ouest, le cours de la rivière Péribonka sur 602,7 km vers le sud, traverse le lac Saint-Jean sur 29,3 km vers l’est, puis emprunte sur 155 km le cours de la rivière Saguenay vers l'est jusqu'à la hauteur de Tadoussac où il conflue avec le fleuve Saint-Laurent.

## Toponymie
Le terme « Carignan » constitue un patronyme de famille d’origine française.
Le toponyme de « rivière Carignan » a été officialisé le 5 décembre 1968 à la Banque des noms de lieux de la Commission de toponymie du Québec.